# Roubine Tioumen
Le Roubine Tioumen est un club de hockey sur glace de Tioumen en Russie. Il évolue dans la VHL, le deuxième échelon russe.

## Historique
Le club est créé en 1959 sous le nom de Vodnik. Il prend ensuite le nom de Roubine Tioumen (1972-1995) Gazovik Tioumen (1995-2010) puis de nouveau Roubine Tioumen (depuis 2010). L'équipe de Tioumen avait porté ce nom pendant quarante ans avant de connaître des difficultés financières dans les années 1990.

Ancien logo.

## Palmarès
- Vainqueur de la VHL : 2011, 2022.